# F. W. Bernstein
Pour les articles homonymes, voir Bernstein.
F. W. Bernstein, pseudonyme de Fritz Weigle (né le 4 mars 1938 à Göppingen et mort le 20 décembre 2018), est un  poète, dessinateur et satiriste allemand.

## Biographie
Fritz Weigle est le fils unique de Friedrich et Anna Weigle. Mais même au Gymnasium, ses camarades l’appellent « Bernstein ». Après son Abitur, il entre en 1957 à l'école des Beaux-Arts de Stuttgart où il rencontre Robert Gernhardt. L'année suivante, ils intègrent ensuite l'université des arts de Berlin. En 1960, il rentre à Stuttgart où il passe le concours de professeur. À l'hiver 1961, il retourne à Berlin étudier l'allemand à l'université libre de Berlin.
Sa carrière d'enseignant commence en 1966 en tant que stagiaire à Sachsenhausen (Francfort-sur-le-Main). En 1968, il devient remplaçant à Bad Homburg vor der Höhe puis, de 1970 à 1972, à Bad Vilbel. Il est alors nommé professeur de dessin à l'école supérieure de pédagogie de Göttingen. De 1984 à sa retraite en 1999, il est professeur à l'université des arts de Berlin.

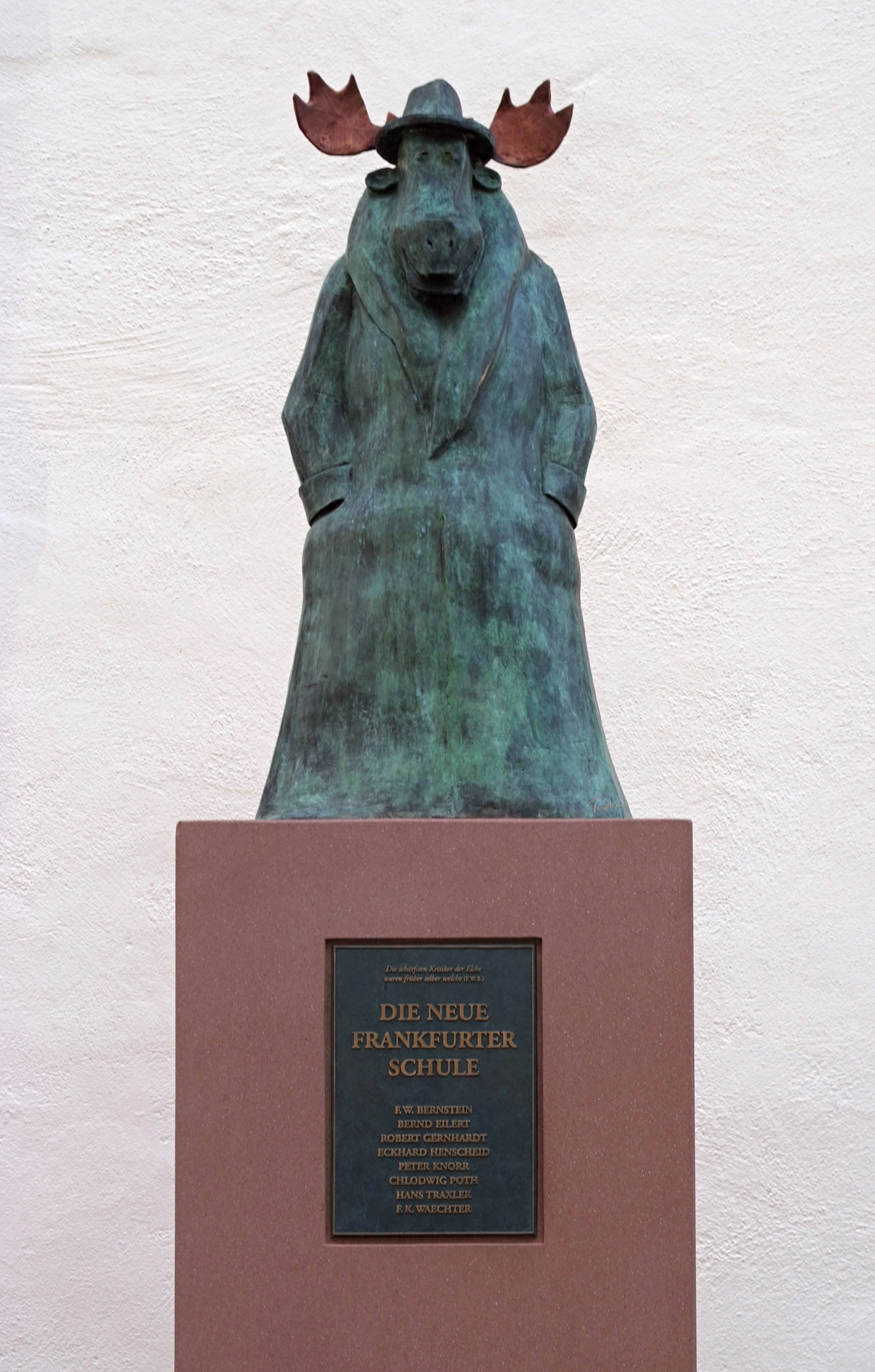
LElchkritiker (l'Élan critique), symbole de la Nouvelle école de Francfort.

En avril 1964, il rejoint la rédaction du magazine satirique Pardon. Plus tard, en 1979, avec Eckhard Henscheid, F. K. Waechter, Chlodwig Poth, Bernd Eilert, Peter Knorr et Hans Traxler, il crée la Nouvelle école de Francfort et le magazine satirique Titanic.

## Œuvre
- Die Wahrheit über Arnold Hau, 1966 (avec F. K. Waechter et Robert Gernhardt)
- Lehrprobe – Report aus dem Klassenzimmer, Frankfurt 1969 (sous le nom de Fritz Weigle)
- Welt im Spiegel 1964–1969 (réédition des cinq premières années de WimS) (avec Lützel Jeman (Robert Gernhardt) et F. K. Waechter), Francfort-sur-le-Main, 1969
- Besternte Ernte (Gedichte), 1976 (avec Robert Gernhardt)
- Der Zeichner als – Sehr interessante Zeichnungen, Göttingen, 1978
- Welt im Spiegel. WimS 1964-1976 (avec Robert Gernhardt et F. K. Waechter), Francfort-sur-le-Main, 1979
- Reimwärts (Gedichte), Gießen 1981
- Die Drei (avec F.K. Waechter et Robert Gernhardt) Zweitausendeins, Francfort-sur-le-Main, 1981
- Die Kinderfinder. Reisen in alte Bilder (avec Alfred Messerli et Dieter Richter), VSA-Verlag, Hambourg, 1981
- Unser Goethe – Ein Lesebuch (collectif, avec Eckhard Henscheid), 1982,
- Kleine Phantasieschule (avec Reinhold Wittig), Göttingen, 1984
- Literarischer Traum- und Wunschkalender (avec Eckhard Henscheid), Zürich, 1985
- Sternstunden eines Federhalters – Neues vom Zeichner Lebtag, Zürich, 1986
- TV-Zombies – Bilder und Charaktere (avec Eckhard Henscheid), Haffmans, Zürich, 1987
- Lockruf der Liebe (Gedichte), Zürich, 1988
- Bernsteins Buch der Zeichnerei – Ein Lehr-, Lust-, Sach- und Fach-Buch sondergleichen, Haffmans, Zürich 1989 (encore en 2004, l'introduction la plus importante au dessin et à la caricature sur le marché)
- Die Luftfracht, ein teurer Spaß, éd. Stecknadel Klink, Schwäbisch Gmünd, 1990
- Kampf dem Lern, Anabas, Gießen, 1991
- Der Blechbläser und sein Kind. Grafik, Gritik, Gomik, Greiz, 1993
- Wenn Engel, dann solche, 1994
- Reimweh (Gedichte und Prosa), Reclam, 1994
- Die Stunde der Männertränen – Texte auf Papier. Zeichnungen auch, Berlin, 1995
- Berliner Bilderbuch brominenter Bersönlichkeiten (avec Manfred Bofinger), 1999
- Die 3 Frisöre. Eine haarige Lesung von Robert Gernhardt, F. W. Bernstein und F. K. Waechter (CD), Zürich, 1999.
- Elche, Molche, ich und du (Tiergedichte), Munich, 2000
- Der Untergang Göttingens und andere Kunststücke in Wrt und Bld (collecte de matériel et rapport de la période de vie de 1972 à 1985, édité par Peter Köhler), Satzwerk Verlag, Göttingen, 2000
- Richard Wagners Fahrt ins Glück. Sein Leben in Bildern und Versen, Fest Verlag, 2002
- In mir erwacht das Tier. Gedichte, accompagnement musical : Anne Bärenz et Frank Wolff (CD), Antje Kunstmann Verlag, Munich, 2004
- Kunst & Kikeriki, zu Klampen Verlag, Springe, 2004,  (ISBN 3-934920-40-3).
- Die Superfusseldüse. 19 Dramen in unordentlichem Zustand, Antje Kunstmann Verlag, Munich, 2006
- Die Gedichte, 2e éd., Munich : Verlag Antje Kunstmann, 2007 [E : 2003]  (ISBN 978-3-88897-340-6)
- F.W.Bernstein - Meister der komischen Kunst, Antje Kunstmann Verlag, Munich, 2012

## Honneurs et distinctions
- En 2008, il reçoit le Prix littéraire de Cassel de l'humour grotesque de haut niveau.